# Erysimum commatum
Espèce
Classification phylogénétique
Erysimum commatum, encore appelé Erysimum crepidifolium, est une espèce de plantes à fleurs du genre Erysimum et de la famille des Brassicaceae.
On la trouve dans les monts Zlatar en Serbie.